# Emanuel Röhle
Emanuel Röhle, född 1665, död 1738, var en svensk rådman, riksdagsledamot och politiker.

## Biografi
Emanuel Röhle föddes 1665 och arbetade som rådman i Västerås. Han avled 1738.
Röhle var riksdagsledamot för borgarståndet i Västerås vid riksdagen 1719.
Röhle gifte sig med Kristina Petre. Hon var dotter till rådmannen Jakob Petre i Arboga.